# یواس‌اس سمپسون (دی‌دی‌جی-۱۰۲)
یواس‌اس سمپسون (دی‌دی‌جی-۱۰۲) (به انگلیسی: USS Sampson (DDG-102)) یک کشتی است که طول آن ۵۰۹ فوت ۶ اینچ (۱۵۵٫۳۰ متر) می‌باشد. این کشتی در سال ۲۰۰۶ ساخته شد.